# 杰弗瑞·威廉姆森
杰弗瑞·盖尔·威廉姆森（英語：Jeffrey Gale Williamson，1935年11月26日—），是美国哈佛大学的经济学教授。威斯康星大学麦迪逊分校经济系名誉院士，美国全国经济研究所研究员，还曾担任经济史学会会长。

## 作品
- 《The Age of Mass Migration》（1998年）
- 《Growth, Inequality, and Globalization》（1998年）
- 《Globalization and History》（1999年）
- 《Globalization in Historical Perspective》（2003年）
- 《Global Migration and the World Economy》（2005年）
- 《Trade and Poverty: When the Third World Fell Behind. Cambridge》（2011年）
- 《Unequal Gains: American Growth and Inequality since 1700》（2016年）